# عمند
عمند ، روستایی است از توابع بخش طارم‌سفلی شهرستان قزوین در استان قزوین ایران.

## جمعیت
این روستا در دهستان خندان قرار داشته و براساس سرشماری سال ۱۳۸۵جمعیت آن ۱۱۰ نفر (۳۰خانوار) بوده‌است.

## مشاهیر
از افراد شناخته شده این روستا می‌توان به بزرگ و معتمد روستا حاج عباسعلی کشاورز ترک اشاره کرد. او خدمات بسیاری برای توسعه روستا انجام داد از جمله: توسعه مسجد روستا، ساخت آب‌انبار که هم‌اکنون مورد استفاده انسانها و حیوانات می‌باشد ، کمک همیشگی مالی و غذایی به اهالی این روستا و روستاهای اطراف از جمله در زمان قحطی و کمک‌های بی‌دریغ به نیازمندان و مستمندان در اذهان مردم این منطقه ماندگار شده‌است.